# Приозёрная (Курганская область)
Приозёрная — деревня в Целинном районе Курганской области. Входит в состав Казак-Кочердыкского сельсовета.

## История
В 1966 году Указом Президиума ВС РСФСР деревня фермы № 3 Усть-Уйского совхоза переименована в Приозерная'.

## Население
| 1989 | 2002 | 2010 |
| ---- | ---- | ---- |
| 325  | ↘261 | ↘104 |